# Platylepis margaritifera
Platylepis margaritifera är en orkidéart som beskrevs av Rudolf Schlechter. Platylepis margaritifera ingår i släktet Platylepis och familjen orkidéer. Inga underarter finns listade i Catalogue of Life.